# Nanxiang
Nanxiang (chiń. 南翔站) – stacja metra w Szanghaju, na linii 11. Zlokalizowana jest pomiędzy stacjami Taopu Xincun oraz Malu. Została otwarta 31 grudnia 2009.